# Hastings
Hastings é uma cidade e um distrito no sudeste da Inglaterra, no condado de East Sussex. A população era de cerca de 90.600 habitantes em 2022.
Hastings é conhecida como balneário e pela Batalha de Hastings de 1066, que na verdade ocorreu na cidade de Battle, não muito distante de lá. 
Hastings era um dos Cinque Ports, mas sua importância como porto declinou após a Idade Média, e a pesca tornou-se sua principal atividade. A cidade apresentou modesta expansão na segunda metade do século XX.
1. ↑  «Hastings borough area profile». www.eastsussexjsna.org.uk (em inglês). Consultado em 5 de julho de 2024